# Igor Guirkine
Pour les articles homonymes, voir Igor Strelkov.
Igor Vsevolodovitch Guirkine (en russe : Игорь Всеволодович Гиркин) dit Igor Ivanovitch Strelkov (И́горь Ива́нович Стрелко́в, « Strelkov » signifiant « Tireur » en russe),,, né le 17 décembre 1970 à Moscou (Union soviétique), est un militaire et homme politique russe.
De tendances monarchiste et ultranationaliste, Igor Guirkine joue un rôle clé dans l'annexion de la Crimée par la Russie puis dans les débuts de la guerre du Donbass en 2014. Considéré par les autorités ukrainiennes et l'Union européenne comme le chef du GRU dans la région,,, il commande les séparatistes pro-russes lors du siège de Sloviansk puis à Donetsk. Par ailleurs, il occupe la fonction de ministre de la Défense de l'autoproclamée république populaire de Donetsk jusqu'au 14 août 2014, date à laquelle il est contraint à la démission par Vladislav Sourkov. Il quitte par la même occasion le théâtre d'action ukrainien, où il ne remet plus les pieds jusqu'en octobre 2022.
Les autorités ukrainiennes et un certain nombre d'organisations de défense des droits de l'homme (en) l'accusent de crimes de guerre. En outre, la justice néerlandaise le considère comme le principal responsable de la destruction du vol MH17 (298 morts), et le condamne (ru) par contumace à la prison à perpétuité le 17 novembre 2022.
Le 25 janvier 2024, il est condamné par la justice russe à quatre ans de prison pour « extrémisme », qui sanctionne en réalité sa critique virulente de Vladimir Poutine et de son cercle quant à la gestion de l'invasion de l'Ukraine.

## Biographie
Igor Guirkine naît à Moscou dans une famille de militaires de père en fils et très tôt s'intéresse à l'histoire. Il termine l'institut des archives de Moscou et s'oriente ensuite vers une carrière militaire.
Igor Guirkine participe aux combats de Transnistrie en juin-juillet 1992 en tant que volontaire des Cosaques de la mer Noire, à Coșnița (en) et à Bendery, puis en Bosnie de novembre 1992 à mars 1993 dans un régiment de volontaires russes pendant la guerre de Bosnie-Herzégovine. Il est suspecté d'avoir participé à l'épuration ethnique de musulmans bosniaques civils lors du massacre de Višegrad.
En 1995, Igor Guirkine est en Tchétchénie dans une brigade de tirailleurs motorisés. Entre 1999 et 2005, il combat dans les forces spéciales (Spetsnaz).
Igor Guirkine publie une autobiographie à la fin des années 1990 intitulée Journal bosniaque («Боснийский дневник»).
C'est le 6 octobre 1998 que paraît un premier article signé Strelkov dans le journal d'extrême-droite Zavtra (« Demain » en russe) à propos des volontaires russes ayant combattu en Bosnie. Il publie régulièrement jusqu'en l'an 2000 d'autres articles dans ce journal à propos de la situation en Tchétchénie ou dans d'autres points chauds du territoire de la fédération de Russie. Il y est assez critique envers la politique nationale du gouvernement. C'est par l'intermédiaire du journal qu'il fait la connaissance du journaliste politologue Alexandre Borodaï, qu'il rencontre en Tchétchénie en 1996. A contrario, il est également dit que Borodaï est alors une plume de Zavtra, mais que Strelkov est agent des services russes.
Ils partent tous les deux en août 1999 en tant que correspondants et envoyés spéciaux de Zavtra dans l'enclave islamiste d'obédience wahabbite, autour du village de Karamakhi au Daghestan. Elle s'étend dans la zone des grottes de Kadar. Borodaï et Strelkov rédigent des articles à propos de la situation dans la zone de combat et dans les villages environnants.
En 2014, pendant la guerre du Donbass, les autorités de Kiev et l'Union Européenne désignent Guirkine comme commandant du GRU (le service de renseignement militaire russe) en Ukraine,.
Mais le 12 mai 2014, le groupe de hackers Anonymous dévoile des emails personnels de Guirkine : ceux-ci révèlent qu'il aurait été un officier du FSB de 1996 à mars 2014. Ces informations sont confirmées par son ami  Viatcheslav Ponomarev, qui est alors maire auto-proclamé de Sloviansk, ville prise par les séparatistes pro-russes.
Selon la BBC diffusée en langue russe en direction de l'espace russophone, Strelkov a été spécialisé dans les opérations de lutte contre le terrorisme, au sein du Deuxième Service du FSB. Dans une interview de juillet 2014, il indique qu'il a travaillé au FSB mais qu'il l'a quitté en mars. Il confirme également qu'il a combattu en Transnistrie, en Bosnie et participé aux deux guerres de Tchétchénie.
Après sa retraite du service actif, il semble qu'il ait organisé les services de sécurité du jeune milliardaire russe Konstantin Malofeïev, fondateur du fonds d'investissement Marshall Capital Partners.
Le Figaro le décrit en 2015 comme un « soldat, déployant, en plus de son talent militaire, la carrure d'un intellectuel nationaliste affûté ». Il décrit les journalistes occidentaux comme des « représentants de pays inamicaux de l'Otan ». Il se considère comme un monarchiste voulant rétablir l'Empire russe tsariste et se dit opposant au pouvoir de Vladimir Poutine, qu'il dit n'avoir jamais respecté sauf pendant une courte période en 2014.
Il est à la tête du mouvement Novorossia.

### Guerre en Ukraine

#### Euromaïdan
En janvier 2014, il est chargé de la surveillance de l'exposition de reliques provenant du mont Athos, représentant les présents des rois mages, exposées temporairement à la Laure des Grottes de Kiev (et devant lesquelles le président Ianoukovitch ira s'incliner) puis à Simferopol en Crimée. La délégation s'occupant du voyage des reliques est menée par l'Église orthodoxe russe et dirigée par le patriarche Cyrille. C'est ainsi qu'en visitant régulièrement la place de l'Indépendance, Guirkine affirme avoir pris la mesure des événements de l'Euromaïdan et en avoir constaté la bonne organisation et le soutien des relais d'information, tant nationaux qu'internationaux, ainsi que l'ampleur des discours galvanisant la foule contre la Russie. Pour le service de sécurité d'Ukraine (SBU), cette délégation est une couverture pour des agents russes tels que ceux du FSB.

#### Invasion de la Crimée
Il se retrouve ensuite, à partir de début mars 2014 au service de sécurité de Sergueï Axionov en Crimée avant son annexion par la Russie. Sa milice prend notamment le contrôle d'un centre de commandement à Simferopol. Il avouera en 2015 dans une interview que les députés du parlement de Crimée ont été forcés à voter le rattachement à la Russie par les militants qu'il dirigeait. Il affirme également qu'au Donbass, il manquait seulement des blindés russes, comme en Crimée, en plus de ses hommes pour qu'il se passe la même chose.

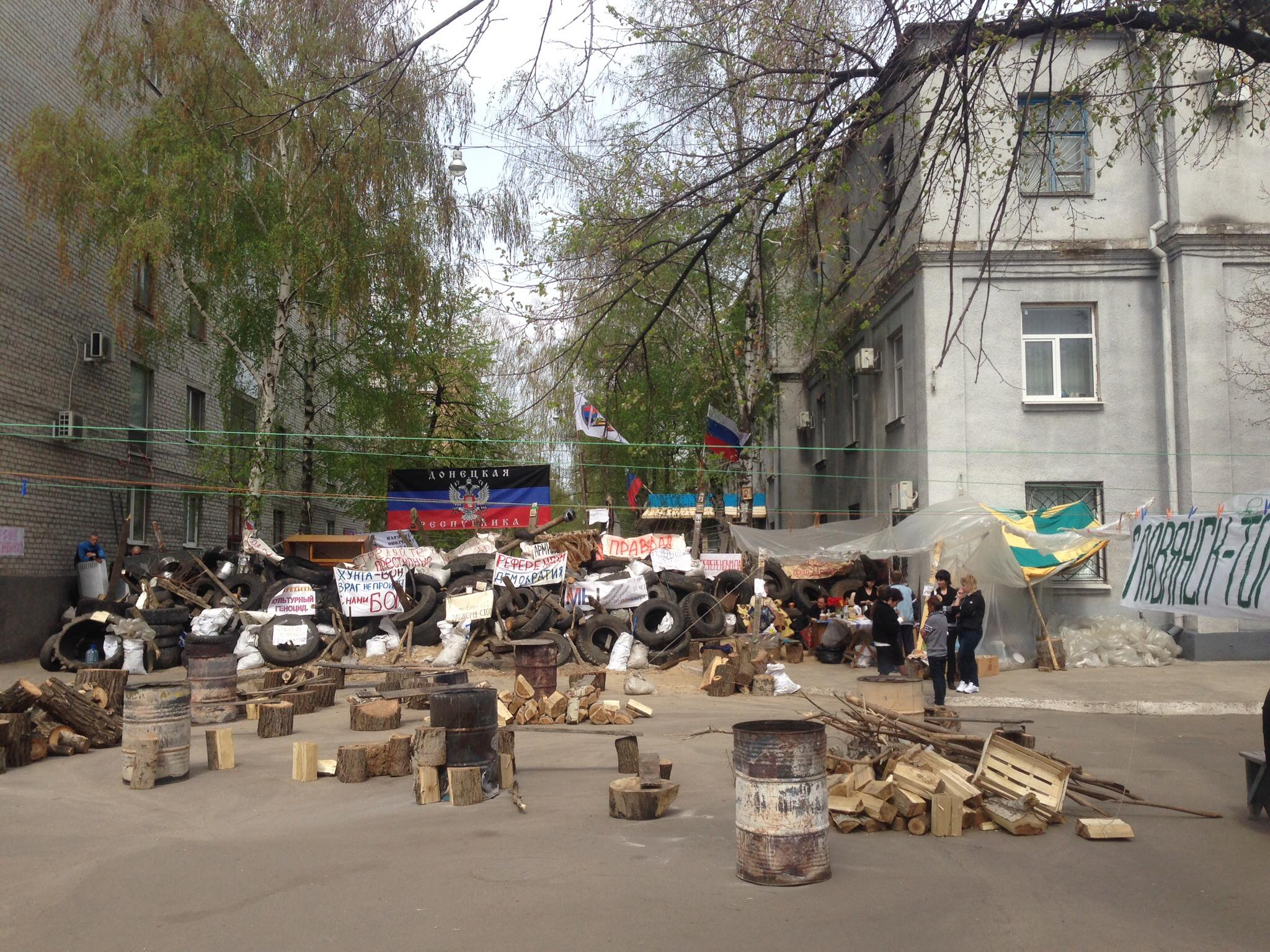
Vue d'une barricade à Sloviansk.

Selon les déclarations d'un des membres du service de sécurité d'Ukraine, Vitaly Naïda, le colonel Strelkov passe le 8 avril 2014 de Crimée à Rostov-sur-le-Don par la péninsule de Kertch. Ancien collaborateur de Konstantin Malofeïev, au même titre d'ailleurs qu'Alexandre Borodaï, sa présence en Ukraine alimente les soupçons de financement des séparatistes par l'oligarque.

#### Guerre du Donbass
Le 12 avril 2014, il revient en Ukraine et s'installe à Sloviansk, d'où il organisera la rébellion armée contre le pouvoir central de Kiev. Il affirme que les manifestations anti-Maïdan de Sloviansk auraient pu s'éteindre toutes seules s'il n'y avait pas amené ses troupes de Crimée pour prendre les bâtiments administratifs et transformer les manifestations en action violente. Le 15 avril, il est frappé d'un mandat d'arrêt par les autorités ukrainiennes pour entreprise criminelle et le 21 mai pour terrorisme séparatiste. Le 26 avril 2014, il donne sa première interview au journal russe Komsomolskaïa Pravda décrivant la situation et ses propres motivations. Après la capture du ministre de la Défense de la RPD Igor Kakidzianov par le bataillon Azov, il dirige le 12 mai les forces d'autodéfense de Sloviansk et le 16 mai, il est nommé ministre de la Défense de la république populaire de Donetsk.
Selon un rapport du Haut-Commissariat des Nations unies aux droits de l'homme, Guirkine ordonne le 26 mai 2014 l’exécution de deux de ses hommes, Dmytro Slavov et Mykola Loukianov, s’appuyant sur l’oukase no 219 du Præsidium du Soviet suprême du 22 juin 1941 (о военном положении, « de l’état de guerre »).
Le 29 mai 2014, il est frappé par les mesures d'interdiction de visa et de sanctions économiques par l'Union européenne, sous le nom d'Igor Strelkov. Basé à Sloviansk, Igor Guirkine et ses combattants peinent à communiquer avec Donetsk, car l'armée ukrainienne bombarde quotidiennement la ville et ses faubourgs. L'eau, l'électricité et le téléphone y sont largement coupés. Le 10 juin, Guirkine arrête et démet de ses fonctions le maire autoproclamé de Sloviansk, Viatcheslav Ponomarev.
Le 5 juillet, avec ses hommes et sous son surnom de colonel Strelkov, il quitte Sloviansk. Ils se replient vers Donetsk sous la pression de l'armée régulière ukrainienne qui reprend la ville.
Guirkine fait partie de la liste des personnalités frappées par les sanctions de l'Union européenne.

#### Crash du vol Malaysia Airline 17
Le 17 juillet 2014, il annonce sur le réseau social russophone Vkontakte, sous son surnom d’Igor Strelkov, la destruction d’un Antonov de l’armée ukrainienne dans la région au moment de la disparition du vol MH17 de la Malaysia Airlines,,. Le 19 juillet, le tabloïd néerlandais De Telegraaf publie en première page les photos de Guirkine et Alexandre Borodaï, les accusant d’être des « meurtriers ».
Le 15 juillet 2015, six parents de victimes du vol MH17 dont la chute, rappelons-le, avait fait 288 morts déposent une plainte contre Igor Guirkine à Chicago, l’accusant d’avoir « ordonné, aidé et/ou encouragé cette action et/ou conspiré avec les personnes ayant tiré le ou les missiles ».
Il est ensuite poursuivi (ru) par le gouvernement néerlandais qui émet un mandat d'arrêt international et requiert la prison à perpétuité à son encontre et celle de ses trois co-accusés,. 
Le 18 mai 2023, dans son interview de plus de trois heures à Dmitri Gordon, Guirkine maintient que les forces séparatistes n’étaient pas responsables de la catastrophe, certifiant que ce sont les forces ukrainiennes qui sont impliquées dans cet accident.
Le 17 novembre 2022, Igor Guirkine, Sergueï Doubinski (uk) et Leonid Khartchenko (uk) sont reconnus coupables par la cour de district de La Haye, qui les condamne à la prison à perpétuité par contumace. Le quatrième accusé, Oleg Poulatov (uk), également jugé par contumace, est quant à lui acquitté de tous les chefs d'accusation.

#### Éviction
Le 14 août 2014, après des informations contradictoires sur une grave blessure subie la veille,, Alexandre Borodaï annonce que Guirkine démissionne de ses fonctions de ministre de la Défense au profit de Vladimir Kononov. Cette démission est vraisemblablement imposée par la Russie.
Le 28 août 2014, un média russe publie des photos de Guirkine au monastère de Valaam dans le nord de la Russie en compagnie de l'oligarque Konstantin Malofeïev et le politologue d'extrême-droite russe et chef du Parti de l'Eurasie, Alexandre Douguine, connu pour ses positions ultra-nationalistes et néofascistes. Ce dernier avait déclaré peu auparavant que les Ukrainiens devaient être exterminés.

#### Invasion de l'Ukraine en 2022
Durant l'invasion de l'Ukraine, il se montre critique vis-à-vis des prises de décisions du régime de Vladimir Poutine et des ingérences dans les décisions militaires par ce dernier. Il déclare : « L’opération militaire spéciale est un échec total ». Cependant, il apparait peu sur les médias russes, semblant avoir  perdu beaucoup de son intérêt pour le pouvoir en place. En revanche, il est actif sur les réseaux sociaux.
Le 15 octobre 2022, plusieurs canaux patriotiques russes sur Telegram annoncent que Guirkine est parti combattre en Ukraine au sein d'une unité de volontaires.
Le 16 octobre 2022 la Direction générale du renseignement du ministère de la Défense ukrainien promet une récompense de 100 000 $ pour la capture d'Igor Guirkine, dit Igor Strelkov, pour activités terroristes, tortures, meurtres et violations de la souveraineté de l’État et qui fait partie des personnes recherchées par la Cour pénale internationale dans l'affaire de la destruction du Boeing 777 civil du vol Malaysia Airlines 17 en 2014,.
Le 21 juillet 2023, sa femme et son avocat annoncent son arrestation par des policiers russes.
Le 25 janvier 2024, il est condamné par la justice russe à 4 ans de prison pour « extrémisme », probablement en réalité pour sa critique virulente de Vladimir Poutine concernant sa gestion de la guerre en Ukraine.

## Intérêts

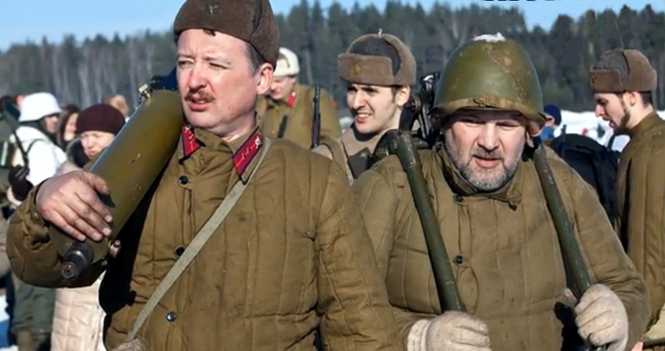
Igor Strelkov et Evgeniy Gorbik en uniforme de l’armée lors d’une reconstitution historique de la Seconde Guerre mondiale.

Jusqu’à son engagement dans le conflit ukrainien Igor Guirkine était actif dans le milieu des reconstitutions historiques.
Outre la modération du forum livinghistory.ru, il participait à des groupes recréant : 
- le régiment des dragons de Moscou de 1812 (époque des guerres napoléoniennes),
- une unité de mitrailleuses de la garnison de 1914[55],
- le peloton de mitrailleuses de la 75e brigade de tirailleurs de marine de 1941 ainsi que
- la 6e légion romaine « ferrata » des guerres daciques[56].

## Divers
La presse française le compare parfois avec le colonel Olrik, personnage de bd inventé par Edgar P. Jacobs auquel il ressemblait dans les années 2010, au moment de sa médiatisation,.